# Falsoipothalia elegans
Falsoipothalia elegans là một loài bọ cánh cứng trong họ Cerambycidae.